# Prieuré du Marteroy
 (mars 2025).
Motif : Sources attestant de la notoriété ?
- Archive Wikiwix
- Bing
- Cairn
- DuckDuckGo
- E. Universalis
- Gallica
- Google
- G. Books
- G. News
- G. Scholar
- Persée
- Qwant
- (zh) Baidu
- (ru) Yandex
- (wd) trouver des œuvres sur Wikidata

| 1. | Préciser le motif de la pose du bandeau. | Précisez le motif de la pose du bandeau en utilisant la syntaxe suivante : {{admissibilité à vérifier\|date=mai 2025\|motif=remplacez ce texte par le motif}}                            |
| 2. | Informer les utilisateurs concernés.     | Pensez à avertir le créateur de l'article, par exemple, en insérant le code ci-dessous sur sa page de discussion : {{subst:avertissement admissibilité à vérifier\|Prieuré du Marteroy}} |

Le prieuré Saint-Nicolas du Marteroy, plus souvent appelé prieuré du Marteroy, était un prieuré situé à Vesoul, dans la Haute-Saône, qui exista de 1092 à 1595 (date de sa destruction).

## Histoire
Le prieuré Saint-Nicolas du Marteroy est fondé en 1092 par le vicomte de Vesoul Gislebert Ier de Faucogney.
La cure de Vesoul est attribuée au prieur de Marteroy dès l'an 1258 (probablement antérieurement). Cette date est considérée par le plus ancien titre connu. Ce titre de 1258 dit : Tierricus prior de Martireyo et curatus de Visulio.
Entre 1270 et 1286, l'église du Marteroy bénéficie de multiples dons. En 1270, Jacques Mignottin (aussi connu sous le nom de Ch. Longchamps), bourgeois de Vesoul, donne généreusement une pièce de vigne au monastère de Marteroy (ou prieuré de Marteroy). En 1271, le prieur Saint-Nicolas achète à Jacques Dillez la moitié des dimes de Villeparois puis en 1273, le bourgeois vésulien Maclet de Traves donne au monastère de Marteroy, de nombreux objets mobiliers et immobiliers. En 1282, prévôt de Vesoul, Hugues, choisit sa sépulture à l'église du prieuré du Marteroy.

## Liste des prieurs de Marteroy
La liste des curés de 1159 à 1589 :
- 1159-1171 : Humbert
- 1171-1199 : Landry
- 1199-1231 : Lambert
- 1231-1231 : Gérard
- 1231-1247 : Guillaume I
- 1247-1260 : Thierry
- 1260-1271 : Guillaume II
- 1271-1282 : Etienne
- 1283-1284 : Guillaume III
- 1284-1296 : Bernard
- 1296-1307 : Guillaume de Verneuil
- 1307-1333 : Hugues de Vignes
- 1333-1335 : Lancelot de Charlieu
- 1335-1351 : Philippe d'Anglure
- 1351-1370 : Guillaume de Correloup
- 1370-1399 : Fromond de Longmont
- 1399-1403 : Antoine de Chandeye
- 1403-1419 : Jean de la Gelière
- 1419-1456 : Guillaume de Verfay
- 1456-1497 : Jean de Féliens[5]
- 1497-1505 : Claude de Féliens
- 1505-1513 : Antoine de Damas
- 1513-1517 : Jacques de Veyre
- 1517-1528 : Charles de Cournon[6]
- 1528-1549 : Pierre d'Andelot[7]
- 1549-1556 : Jacques Perrot
- 1556-1576 : Simon Perrot
- 1576-1589 : Etienne Demesmay